# Burkhard Schneeweiß

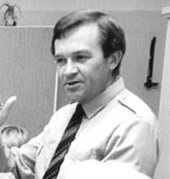
Burkhard Schneeweiß im Jahr 1981

Burkhard Schneeweiß (* 16. Mai 1931 in Potsdam) ist ein ehemaliger Professor für Pädiatrie und früherer Politiker der DDR-Blockpartei CDU. Er war von 1976 bis zum 2. Oktober 1990  Abgeordneter der Volkskammer.

## Leben
Der Sohn eines Lehrers legte nach dem Besuch der Oberschule 1950 sein Abitur am humanistischen Helmholtz-Gymnasium in Potsdam ab. Anschließend absolvierte Schneeweiß bis 1956 ein Studium der Humanmedizin an der Humboldt-Universität zu Berlin. 1956 wurde er zum Dr. med. promoviert. An der gleichen Universität bekam er auch seine erste Stelle als Assistenzarzt. Schneeweiß arbeitete bis 1958 am  Mikrobiologischen Institut der HU. Danach bekam er eine Anstellung als Assistenzarzt am Städtischen Krankenhaus Potsdam-Babelsberg auf der Abteilung für Chirurgie und Innere Medizin. 1960 wechselte Schneeweiß an die Berliner Charité. Dort begann er zunächst als Assistenzarzt an der Universitätskinderklinik. Die Pädiatrie wurde von nun an sein Spezialgebiet. Nach seiner Habilitation zum Dr. sc. med. mit dem Thema Die experimentell bestimmbare antibakterielle Keuchhustenimmunität unter besonderer Berücksichtigung der humoralen Abwehr wurde Schneeweiß 1965 zum Oberarzt ernannt. 1973 erhielt er eine Professur für Kinderheilkunde an der Akademie für Ärztliche Fortbildung der DDR und wurde Vorsitzender der Zentralen Fachkommission für Pädiatrie der DDR. Gleichzeitig war damit der Wechsel als Chefarzt an die Kinderklinik und Kinderpoliklinik des Krankenhauses im Friedrichshain Berlin verbunden. Er war bis 1996 sowohl als Chefarzt als auch als Professor tätig. Nach seiner mit dem Eintritt ins Rentenalter verbundenen Emeritierung ging Schneeweiß zunächst in den Ruhestand. 1998 folgte er jedoch dem Ruf an die Ostseeklinik Kühlungsborn, wo er bis 2005 als Chefarzt der Abteilung Pädiatrie praktizierte, bevor er mit 74 Jahren seinen Abschied nahm.
Burkhard Schneeweiß ist verheiratet, Vater von sechs Kindern und evangelischen Glaubens.

## Wissenschaftliches Wirken
Während seiner praktischen Tätigkeit als Klinikarzt widmete sich Schneeweiß besonders Infektionskrankheiten im Kindes- und Jugendalter, den Bereichen Allergologie und Immunologie im Kindesalter sowie ernährungsbedingten Erkrankungen. Wissenschaftliche Forschungen betrieb er vor allem in den Bereichen Infektiologie, Immunologie, Impfwesen sowie zu Entwicklungsproblemen im Kindes- und Jugendalter. Außerdem betätigte sich Schneeweiß von 1972 bis 2002 als Herausgeber der Zeitschrift „Pädiatrie und Grenzgebiete“. Da sein Wirken auch nach der politischen Wende weiterhin hoch angesehen wurde, berief man ihn von 1996 bis 1998 zum Vorstandsmitglied der Deutschen Gesellschaft für pädiatrische Infektiologie. Seit 2000 wirkt Schneeweiß zudem als Kurator für Fortbildung im Bonner Förderverein für Diätetik e.V. und gibt in dieser Funktion regelmäßig Vorlesungen über Ernährungsmedizin in der nord-rheinischen Akademie Düsseldorf. Außerdem wurde er 2007 zum außerordentlichen Mitglied der Arzneimittelkommission der deutschen Ärzteschaft berufen. Schneeweiß ist Autor von über 350 wissenschaftlichen Publikationen. Weiterhin ist er Herausgeber bzw. Mitherausgeber von zehn Büchern. Auf nationalen und internationalen Kongressen hielt er über 500 wissenschaftliche Vorträge. Schneeweiß ist seit 2004 Mitglied der Leibniz-Sozietät der Wissenschaften zu Berlin.

## Politiker in der DDR

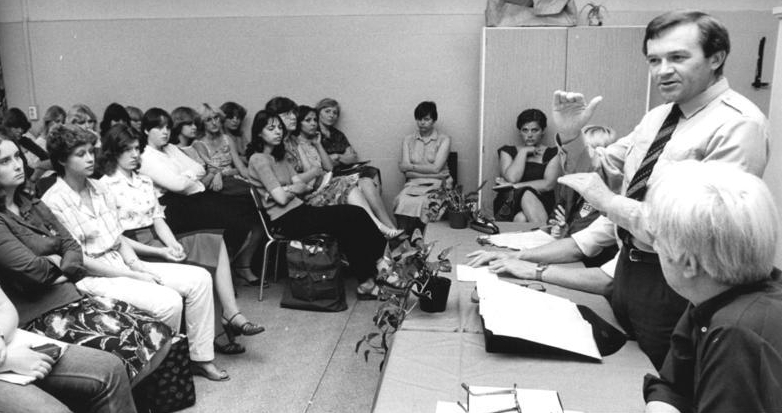
Burkhard Schneeweiß 1981 als Kandidat für die Volkskammer

Schneeweiß trat 1972 in die Blockpartei CDU ein. 1976 wurde er als Abgeordneter in die Volkskammer gewählt. In der 8. und 9. Wahlperiode wurde sein Mandat jeweils bestätigt. In der 9. Wahlperiode wirkte Schneeweiß ab 1986 auch im Ausschuss für Gesundheitswesen mit. Zu den Volkskammerwahlen am 18. März 1990 wurde er von seiner Partei erneut aufgestellt. Er kandidierte im Wahlkreis 01 (Berlin) auf dem sicheren Listenplatz 4 und zog damit nochmals als Abgeordneter in die Volkskammer ein. Schneeweiß gehörte damit zu den wenigen Abgeordneten, die sowohl in der 9. als auch in der 10. Wahlperiode ein Mandat innehatten.
Ab 1989 leitete Schneeweiß das Unicef-Komitee der DDR als Präsident. Anschließend wurde er Mitglied des Unicef-Komitees Deutschlands in Köln bis zu seinem Ruhestand 1995.

## Schriften
- Was leisten die Standard-Flockungsmethoden auf Syphilis nach Meinicke und Sachs-Witebsky gegenüber dem Cardiolipin-Mikroflockungstest nach Harris, Rosenberg und Riedel bei einem Vergleich zwischen Serum und Trockenblut? Dissertation, Humboldt-Universität zu Berlin 1956
- Die experimentell bestimmbare antibakterielle Keuchhustenimmunität: Unter besonderer Berücksichtigung der humoralen Abwehr. Habilitationsschrift, Humboldt-Universität zu Berlin 1966
- mit Gerhard Bundschuh und Hans Bräuer: Lexikon der Immunologie. Medical Service, München 1998, ISBN 3-926-50602-4
- Heinrich Lucas [Begr.], Burkhard Schneeweiß [Hrsg.]: Das neue große Gesundheitsbuch: Medizinisches Wissen und ärztlicher Rat für die ganze Familie – vorbeugen und vorsorgen – Symptome erkennen und bewerten – lindern und heilen – pflegen und helfen. Südwest-Verlag, München 1999, ISBN 3-51707-775-5
- mit Kurt Gdanietz, Klaus Motsch: Das Kind in der Praxis. Neun Plus 1, Berlin 2001, ISBN 3-936-03300-5
- Impfen – ganz praktisch. UNI-MED-Verlag, Bremen 2002, ISBN 3-895-99592-4
- Literatur von und über Burkhard Schneeweiß im Katalog der Deutschen Nationalbibliothek

## Ehrungen
- 1983 Verdienter Arzt des Volkes[2]
- 2005 Helmut-Stickl-Preis der Deutschen Akademie für Kinder- und Jugendmedizin[3]